# Valerio Rosseti
Valerio Rosseti (Arezzo, 5 augustus 1994) is een Italiaans voetballer die bij voorkeur als aanvaller speelt. Hij verruilde in augustus 2014 AC Siena voor Juventus.

## Clubcarrière
Rosseti komt uit de jeugdopleiding van AC Siena. Tijdens het seizoen 2013/14 debuteerde hij voor het eerste team van AC Siena, in de Serie B.

## Interlandcarrière
Rosseti speelde vier interlands voor Italië –18 en acht interlands voor Italië –19. Hij debuteerde in 2014 in Italië –20.